# Карл Гєро, 3-й герцог Урах
Карл Геро фон Урах, граф фон Вюртемберг, (нім. Karl Gero Herzog von Urach, Graf von Württemberg; 19 серпня 1899 — 15 серпня 1981) — німецький принц з роду фон Урах Вюртемберзького дому. Глава будинку фон Урах з 1928 року до смерті.

## Біографія
Народився у замку Ліхтенштайн у Королівстві Вюртемберг. Другий син Вільгельма Урахського (1864—1928), 2-го герцога Урахського (1869—1928) та Амалії Баварської (1865—1912).
У 1917 році Карл закінчив гімназію Карла у Штутгарті. Після закінчення навчання він у чині лейтенанта брав участь у Першій світовій війні. У 1918 році він був тяжко поранений. Після війни він вивчав архітектуру, а пізніше працював як архітектор у Мюнхені.
У 1928 році після смерті свого батька Карл Геро успадкував герцогський титул герцога Урахського, оскільки його старший брат Вільгельм вступив у морганатичний шлюб і втратив право успадкування.
У 1935 році Карло Геро вступив до Вермахту і став гауптманом. 1940 року отримав чин майора. До 1945 року він служив в основному в штабі армії в Тюбінгені та Ульмі.
20 червня 1940 року Карл Геро одружився з графиною Габріеле фон Вальдбург-Траухбург (1910—2005), дочкою князя Георга фон Вальдбурга (1867—1918). Шлюб був бездітним.
15 серпня 1981 року Карл Геро Урахський помер у замку Ліхтенштайн. Титул герцога Урахського успадкував його племінник Карл Ансельм Урах (нар. 1955).

## Примечания
1. 1 2  Deutsche Nationalbibliothek Record #11731370X // Gemeinsame Normdatei — 2012—2016.
2. 1 2  Lundy D. R. The Peerage
3. ↑  Urach, Inigo F. v. Homepage. urach.de. Процитовано 23 грудня 2024.
4. ↑  Karl Gero von Urach - Deutsche Digitale Bibliothek. www.deutsche-digitale-bibliothek.de (нім.). Процитовано 23 грудня 2024.
5. ↑  Urach Karl Gero Herzog-Graf - Detailseite - LEO-BW. www.leo-bw.de. Процитовано 23 грудня 2024.
6. ↑  Landesarchiv Baden-Württemberg, Abt. Hauptstaatsarchiv Stuttgart - Findbuch GU 126: Karl Gero Herzog von Urach Graf von Württemberg (1899-1981) - Einleitung. www2.landesarchiv-bw.de. Процитовано 23 грудня 2024.